# Parrilla

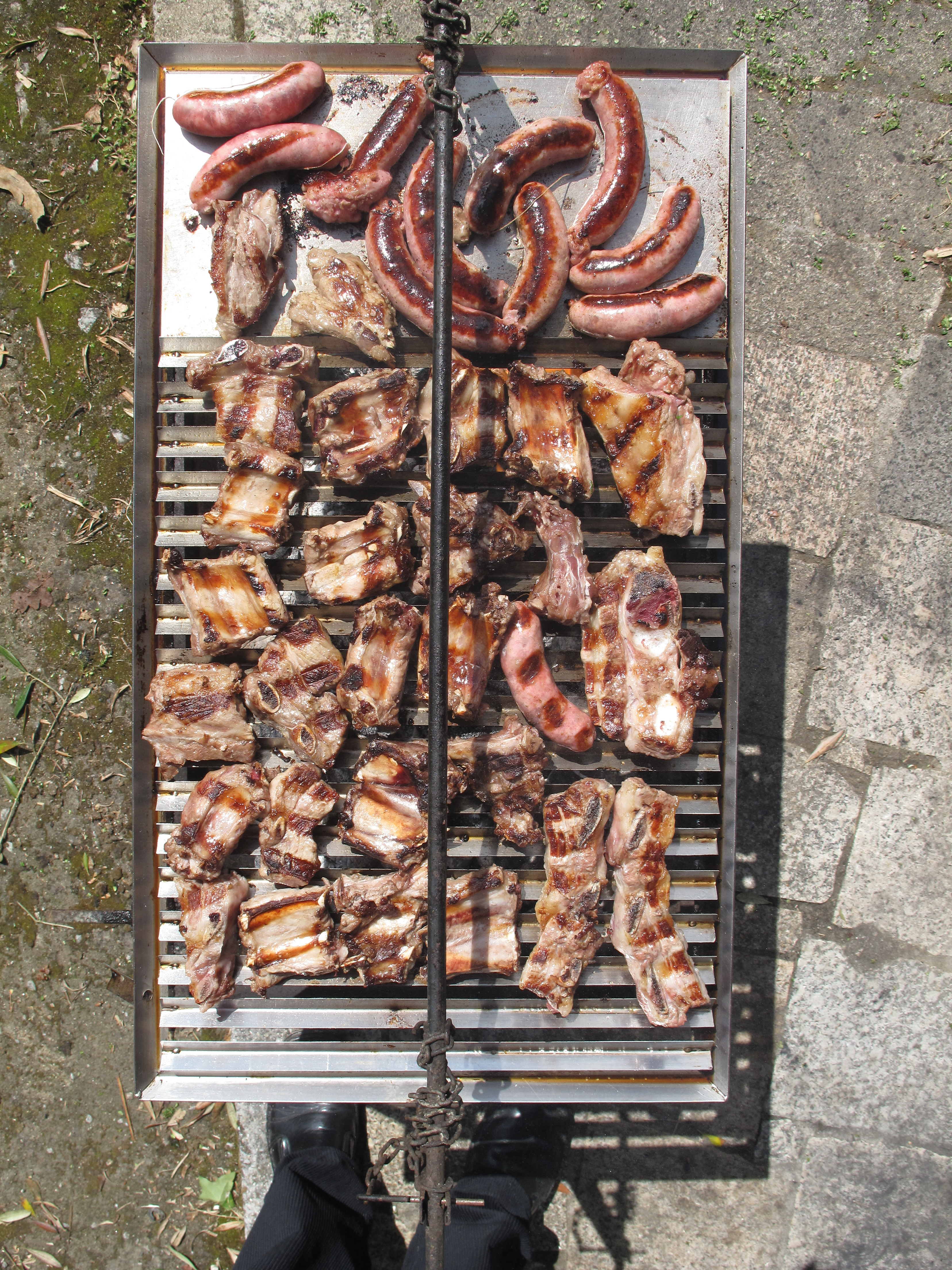

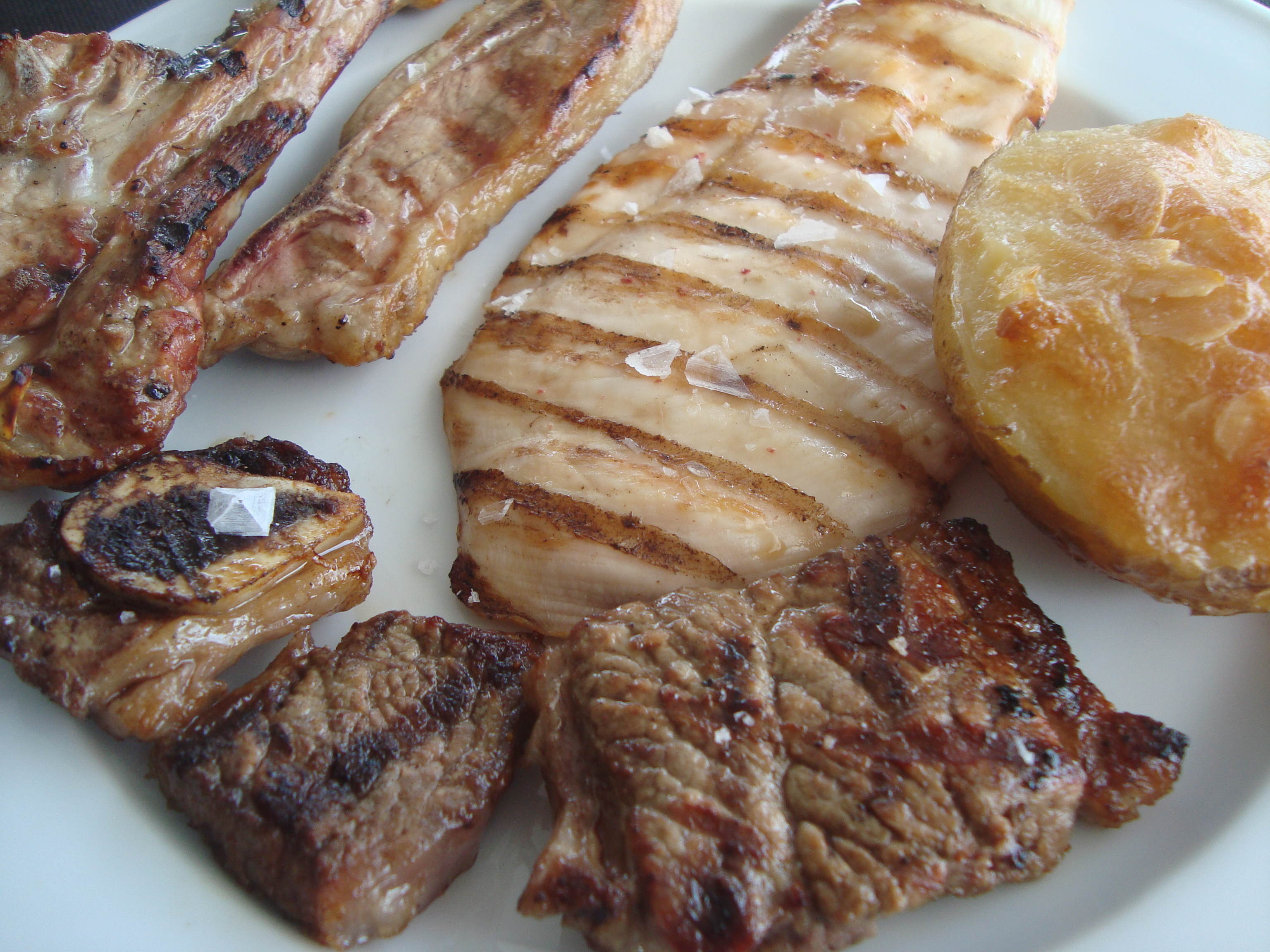
Plato de carnes a la parrilla (Comunidad Valenciana)

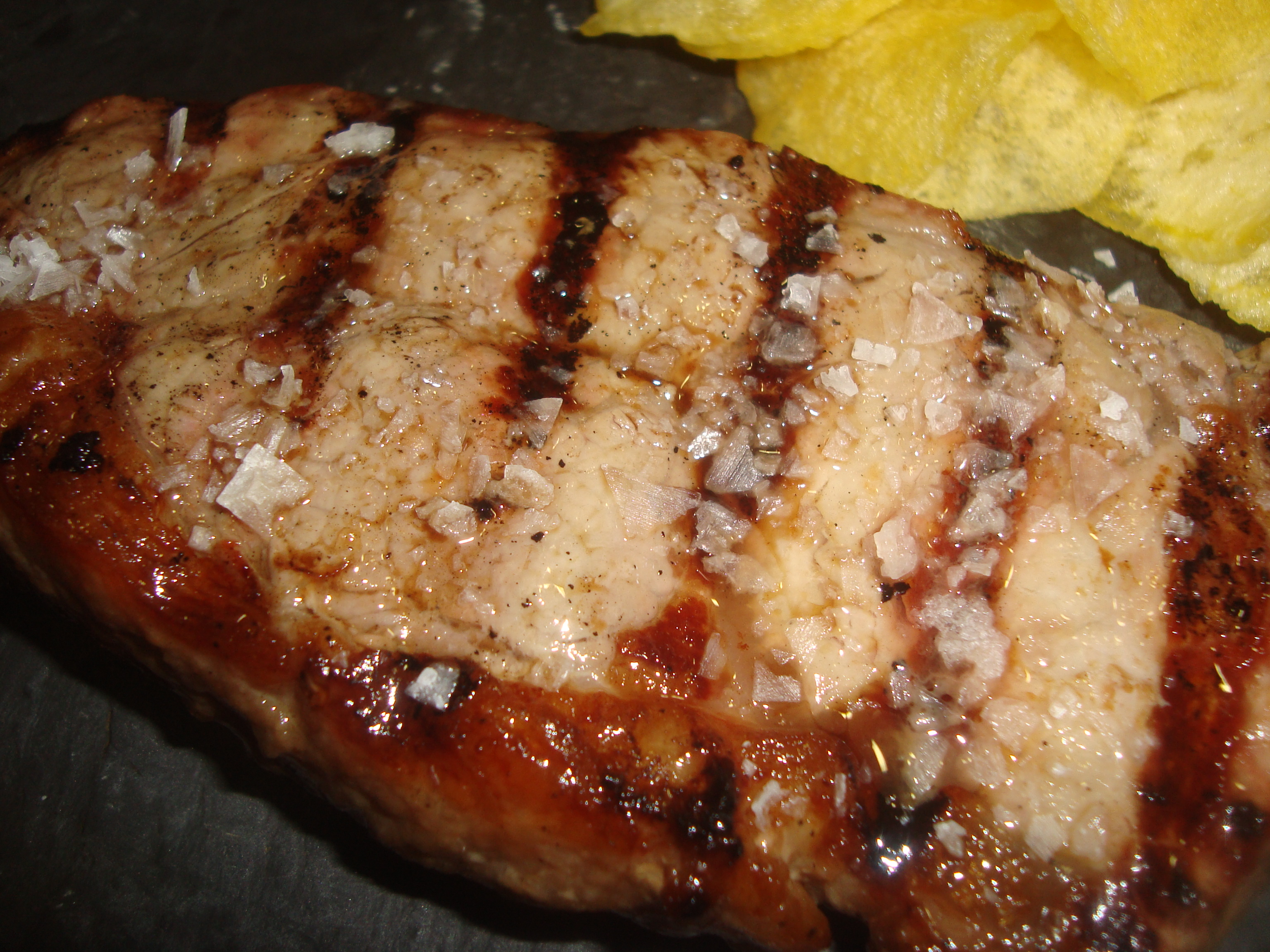
Entrecot de ternera a la parrilla sazonado con escamas de sal (Castellón).

La parrilla o asador  es un utensilio de hierro con forma de rejilla que se sitúa encima del fuego y encima de él lo que se ha de asar o tostar. Se la ubica a una distancia prudencial y determinada del fuego, las brasas o el quemador. Los alimentos acogen calor en forma lenta, y una vez que las carnes están a punto, se acerca un poco más la parrilla al calor y así se consigue que la parte externa de las carnes se tornen de un color más dorado, dándole una mejor presentación, además de quedar crujiente y eliminar posibles grasas residuales de la carne.

## Historia
Se dice que la parrilla fue desarrollada cuando al colocar una cerca que rodeaba un fastuoso château, erró en el cálculo. El barón dueño de la propiedad se habría negado a pagar al fabricante el hierro sobrante y, en venganza, el herrero habría utilizado la reja sobrante como soporte para cocer carne frente al castillo. El aroma habría enloquecido al barón al punto que accedió a desembolsar los dos ducados que adeudaba, por lo que obtuvo la reja-parrilla en pugna.[cita requerida]
Hacia fines del siglo xix en los alrededores del Río de la Plata, se utilizaban rejillas de hierro forjado para tensar los cueros mientras se secaban. Se atribuye a los gauchos de esa época el uso de esta herramienta para asar las carnes que sobraban de los animales faenados.
Después de una ley de amnistía dictada en 1832 en Uruguay, miles de presos comunes y prisioneros políticos vieron nuevamente la luz. En la cárcel de Colonia del Sacramento el festejo desembocó en escándalo cuando se comenzó a destruir la cárcel. En pocas horas, una banda de cuatreros amnistiados se agenció algunos vacunos de vecinos de la zona. Un convicto arrancó la puerta de su propia celda e improvisó la primera parrilla moderna, cuyos resultados compartieron liberados, policías y transeúntes.